# Spatula cyanoptera
Anas cyanoptera là một loài chim trong họ Vịt.